# جوليا جونز (موزعة)
جوليا جونز (بالإنجليزية: Julia Jones)‏ هي موزعة بريطانية، ولدت في 28 أبريل 1961 في Droitwich Spa ‏ في المملكة المتحدة.

## وصلات خارجية
- جوليا جونز على موقع مونزينجر (الألمانية)
- جوليا جونز على موقع ميوزك برينز (الإنجليزية)
- جوليا جونز على موقع أول ميوزيك (الإنجليزية)
- جوليا جونز على موقع ديسكوغز (الإنجليزية)